# 佐世保エクラン東宝
佐世保エクラン東宝（させぼエクランとうほう）は、長崎県佐世保市にかつて存在した東宝系列の映画館。

## データ
- 所在地：長崎県佐世保市栄町7丁目5番地
- 運営：株式会社エクラン（代表：野口武義[1]）
- 座席数[2]
  - スクリーン1：128席
  - スクリーン2：78席

## 歴史・概要
1897年（明治30年）に創設された芝居小屋「弥生座」が前身。1922年（大正11年）火災により焼失したものの、翌年に再建。1939年（昭和14年）から映画館に転身した。当時の佐世保市内の映画館は同館のほか、第一中央館、第二中央館、第三中央館、千日劇場、大宮劇場、ニュース映画専門館の佐世保ニュース劇場、中央小劇場などが存在していた。
終戦から9年後の1954年（昭和29年）9月、現法人が設立され、日活封切館「佐世保日活劇場」として再開。このころには、戦前から残った千日劇場、大宮劇場のほか、1955年（昭和30年）にスバル座（現在のシネマボックス太陽の前身）が開業。1957年（昭和32年）の時点でこれらを含めて25の映画館が佐世保市内に存在していた。
1990年（平成2年）、地上5階建てのエクランビルに改築し、同ビルの2階に2スクリーンの映画館「佐世保エクラン東宝」として再オープン。以後東宝の邦画・洋画を数多くロードショー上映してきたが、客足の低迷などで経営不振に陥ったこともあり2011年（平成23年）9月30日をもって閉館。弥生座時代から114年の歴史に幕を下ろす結果となった。ちなみに閉館当時『モテキ』をロードショー上映していたが、同作の原作者だった佐世保市出身の漫画家・久保ミツロウは自らのツイッターで遺憾の意を表している。2013年現在、同館の跡地はカフェ&バー「Blue Mile」（ブルーマイル）が入居している。

## おもな上映作品
名前の通り基本的に東宝系の邦画・洋画を多く上映していたが、まれに東宝以外の配給会社の邦画も上映することがあった。以下、出典のみられる主な作品である。なお、特記なき限り東宝の配給。
- 金田一少年の事件簿（1996年12月14日封切、東映）[6]
- もののけ姫（1997年7月12日封切）[7]
- 天国までの百マイル（2001年1月20日上映開始、日活）[8]
- 黄金の法 エル・カンターレの世界観（2003年10月18日封切、東映）[9]
- 海猿（2004年6月12日封切）[10]
- LIMIT OF LOVE 海猿（2006年5月6日封切）[2]
- 沈まぬ太陽（2009年10月24日封切）[11]
- ゼロの焦点（2009年11月14日封切、松竹）[11]
- THE LAST MESSAGE 海猿（2010年9月18日封切）[12]
- 十三人の刺客（2010年9月25日封切）[12][13]
- 太平洋の奇跡 -フォックスと呼ばれた男-（2011年2月11日封切）[2]
- 岳 -ガク-（2011年5月7日封切）[14]
- もし高校野球の女子マネージャーがドラッカーの『マネジメント』を読んだら（2011年6月4日封切）[15]
- 星守る犬（2011年6月11日封切）[14]
- 神様のカルテ（2011年8月27日封切）[2]
- モテキ（2011年9月23日封切）[5]